# 양야오쉰
양야오쉰(陽耀勳, Yang Yao-hsun, 1983년 1월 22일 ~ )은 전 대만 프로 야구 푸방 가디언스의 외야수이다. 타이완 소수민족 중 하나인 아메이족 출신으로 오 사다하루를 동경해 2005년 10월 1일 후쿠오카 소프트뱅크 호크스와 계약금 4,000만 엔과 연봉 800만 엔으로 입단 계약을 했으나 크고 작은 부상 등으로 주로 2군에서 활약했다. 그 후 메이저리그에 도전하였으나, 마이너리그만 밟은 후 라미고 몽키스로 돌아왔다. 그전까지는 투수였으나, 라미고 몽키스 입단 직후 1경기 뛴 이후에 타자로 전향했다. 세계대학선수권, 아시안 게임, 야구 월드컵, 대륙간컵, WBC 등 여러 국제대회에 참가했다. 남동생인 양다이강은 요미우리 자이언츠 소속의 외야수로 뛰고 있고(일본으로 유학-외국인선수가 아님), 여동생 양스휘는 대만 여자농구 대표이다.

## 스카우팅 리포트
쓰리쿼터 투구폼으로 평균 145km/h, 최고 155km/h의 직구와 슬라이더를 주무기로 하고 있고, 스플리터와 커브를 던진다. 통산 9이닝당 볼넷 허용률이 4.66으로 제구가 좋은 편은 아니며, 주자가 있을 때와 없을 때의 투구 내용의 차이가 크다. 사사구를 허용하며 무너지는 경향이 잦다.